# Эрекат, Саиб
Саиб Эрекат (араб. صائب عريقات‎; 28 апреля 1955, Абу-Дис, Западный берег реки Иордан — 10 ноября 2020[…], Иерусалим) — палестинский политик и многолетний переговорщик, представлявший палестинскую сторону в переговорах с Израилем и различными посредниками.

## Биография
Родился 28 апреля 1955 года в Абу-Дисе. Относился к семье Эрекат, которая, в свою очередь, является частью племенной конфедерации хувейтат. Имел 6 братьев и сестёр. Был женат, имел четыре ребёнка — дочери-близнецы и два сына. Имел Ph.D. В мае 2012 года перенёс сердечный приступ.
Скончался 10 ноября 2020 года от коронавируса в больнице Хадасса.